# John Westwood
Pour les articles homonymes, voir Westwood.
John Westwood est un footballeur anglais né le 3 décembre 1927 à Edmonton (Londres, Angleterre).
Ce joueur évoluait comme avant-centre d'abord à Tottenham au début des années 1950, avant de venir en France. Après l'échec aux matches de barrages pour la montée en Division 1 en 1952, l'US Valenciennes Anzin avait recruté deux anglais pour renforcer l'équipe : l'inter George Curtis et John Westwood. Si le premier joueur n'est resté qu'un an dans le club nordiste, le second est resté plus longtemps : John Westwood a laissé le souvenir d'un joueur hargneux et puissant qui était un excellent dribbleur.

## Carrière de joueur
- avant 1952 : Tottenham Hotspur  Angleterre
- 1952-1954 : US Valenciennes-Anzin  France
- 1954-1955 : Finchley FC puis Leytonstone FC  Angleterre
- 1955-1957 : US Valenciennes-Anzin  France

## Source
- Les Cahiers de l'Équipe 1957, page 129.